# Bolsa de Laos
La Bolsa de Laos (LSX) constituye la bolsa de valores de la República Democrática Popular Lao. Se localiza en la capital del país, Vientián.
Fundada el 11 de enero de 2011, fue creada con el apoyo técnico y financiero de las bolsas de Corea del Sur (propietaria del 49%) y Tailandia. El edificio donde se alberga, de cristal, se levantó con un costo de 10 millones de dólares.
Solamente cotizan dos empresas en la bolsa, se espera que sean hasta 5 antes de fin de año. La primera es EDL Generation-Public Company, subsidiaria de la empresa energética estatal Electricité du Laos. La otra empresa es el Banque Pour Le Commerce Exterieur Lao (BCEL), el mayor banco de Laos.